# Grote Scheldeprijs 1999
Il Grote Scheldeprijs 1999, ottantacinquesima edizione della corsa, si svolse il 21 aprile per un percorso di 201 km, con partenza ad Anversa ed arrivo a Schoten. Fu vinto dall'olandese Jeroen Blijlevens della squadra TVM-Farm Frites davanti al tedesco Erik Zabel e all'altro olandese Tristan Hoffman.

## Ordine d'arrivo (Top 10)
| Pos. | Corridore         | Squadra                | Tempo    |
| ---- | ----------------- | ---------------------- | -------- |
| 1    | Jeroen Blijlevens | TVM-Farm Frites        | 4h35'00" |
| 2    | Erik Zabel        | Team Deutsche Telekom  | s.t.     |
| 3    | Tristan Hoffman   | TVM-Farm Frites        | s.t.     |
| 4    | Ralf Grabsch      | Team Deutsche Telekom  | s.t.     |
| 5    | Jo Planckaert     | Lotto-Mobistar         | s.t.     |
| 6    | Juris Silovs      | Team Home-Jack & Jones | s.t.     |
| 7    | Michel Vanhaecke  | Tonissteiner-Colnago   | s.t.     |
| 8    | Antonio Figura    | Liquigas-Pata          | s.t.     |
| 9    | Zbigniew Spruch   | Lampre-Daikin-Colnago  | s.t.     |
| 10   | Lars Michaelsen   | FDJ                    | s.t.     |